# Selenaspidopsis mexicana
Selenaspidopsis mexicana är en insektsart som beskrevs av Nakahara 1984. Selenaspidopsis mexicana ingår i släktet Selenaspidopsis och familjen pansarsköldlöss. Inga underarter finns listade i Catalogue of Life.